# Riverside megye
Riverside megye az Amerikai Egyesült Államokban, azon belül Kalifornia államban található. Lakosainak száma 2 418 185 fő (2020). Riverside megye San Bernardino, La Paz, San Diego, Imperial és Orange megyékkel határos.

## Népesség
A megye népességének változása:
| Lakosok száma | 2 202 442 | 2 236 086 | 2 264 879 | 2 292 507 | 2 361 026 | 2 470 546 | 2 418 185 |
|               | 2010      | 2011      | 2012      | 2013      | 2015      | 2019      | 2020      |